# NGC 3591
NGC 3591 (również PGC 34220) – galaktyka spiralna (S0-a), znajdująca się w gwiazdozbiorze Pucharu. Odkrył ją William Herschel 27 marca 1786 roku.